# Mickey Welch
Michael Francis Welch (Brooklyn, Nueva York, 4 de julio de 1859-Concord, Nuevo Hampshire, 30 de julio de 1941), más conocido como Mickey Welch, fue un jugador profesional estadounidense de béisbol que se desempeñó en la posición de lanzador en las Grandes Ligas de Béisbol (MLB). Es miembro del Salón de la Fama del Béisbol.

## Carrera
Welch jugó como profesional tres temporadas en Troy Trojans (1880-1882), después pasó a New York Giants, donde jugó diez temporadas (1883-1892), y fue el equipo en el que se retiró.

## Reconocimiento
En 1973, ingresó como miembro al Salón de la Fama del Béisbol.